# Truda Pepelnik
Truda Pepelnik, slovenska uradnica in političarka, * 30. marec 1961.
Pepelnikova, do izvolitve zaposlena na Občini Ruše, je bila leta 2011 na Državljanski listi Gregorja Viranta izvoljena v Državni zbor Republike Slovenije.